# Université de Lomé
L'université de Lomé est une université publique située à Lomé, la capitale du Togo. En 2015, son effectif était estimé à 44 525 étudiants, dont 565 étaient des étrangers.

## Historique
L'université est fondée dans le nord de Lomé, le 14 septembre 1970. Le Togo abritait la section littéraire de l'université et le Bénin ancien Dahomey abritait la section scientifique. Elle s'appelait alors l'Institut supérieur du Bénin (ISB) et existait depuis 1965. De par la volonté des autorités togolaises de se doter d'une université autonome, l'université du Bénin (UB) remplacera l'Institut supérieur du Bénin. On y trouve cinq écoles : l’École des lettres (EDL), l’École supérieure d’administration et des carrières juridiques (ESACJ), l’École supérieure des techniques économiques et de gestion (ESTEG), l’École des sciences (EDS) et l’École de médecine (EDM).
Le 9 mars 2001, le décret no 2001-024/PR du 9 mars 2001 change la dénomination de l'UB qui devient « université de Lomé » (UL)».
En 2005, l'université de Lomé engage son système de formation à la suite de la naissance du Réseau pour l'excellence de l'enseignement supérieur en Afrique de l'Ouest (REESAO) dont Lomé abrite le siège permanent. En 2009, conformément à l'application du décret no 2008-066/PR du 21 juillet 2008, des mutations sont mises en œuvre pour instaurer le système licence-master-doctorat (LMD).

## Composition
L'université de Lomé est composée de six facultés, cinq écoles, deux centres de formation, deux centres d'excellence et quatre instituts.

### Facultés
- Faculté des sciences[5] (FDS) : appelé à sa création « École des sciences » par le décret n°70-157/PR du 14 septembre 1970 et avait pour nom d'origine, en 1988, elle est renommée faculté des sciences par décret n°88-162/PR du 29 septembre de la même année. Elle délivre des diplômes en licence, master et doctorat. Les spécialités en licence sont : mathématiques ; sciences de la matière spécialité physique, sciences de la matière spécialité chimie ; sciences de la vie, spécialité biologie et physiologie animales ; sciences de la vie, spécialité biologie et physiologie végétales ; sciences de la Terre, spécialité géosciences.

La Faculté des sciences compte huit départements : un de biochimie, un de botanique, un de chimie, un de géologie, un de mathématiques, un de physiologie animale, un de physique et un de zoologie et de biologie animale.
- Faculté des sciences de la santé (FSS) : elle est créée par le décret n° 70-157/PR du 19 septembre 1970 sous le nom de « École de médecine ». Le décret n° 88-162/PR du 29 septembre 1988  renomme à nouveau  l'établissement. Elle devient « faculté de médecine ». En 1995, elle est de nouveau renommée en « Faculté mixte de médecine et de pharmacie » par décret n° 95-016/PM RT du 04 Août 1995. Elle devient en 2013 « Faculté des sciences de la santé » par le décret n° 2013-157/PR du 27 mars 2013. La faculté forme des docteurs en médecine, en pharmacie et aussi des médecins spécialistes. Les spécialités de la faculté sont : doctorat d’État en médecine (7 ans d'étude), doctorat d’État en pharmacie (6 ans d'étude), diplômes d'études spécialisées [DES], postdoctoral (4 ans d'étude), en cardiologie, dermatologie, gynécologie-obstétrique, médecine interne, neurologie, ophtalmologie, oto-rhino-laryngologie et chirurgie cervico-faciale, pédiatrie, pneumologie et phtisiologie, radiologie et imagerie médicale, diplômes d'études spécialisées [DES], postdoctoral (5 ans d'étude), en chirurgie générale, chirurgie pédiatrique et orthopédie-traumatologie. La faculté compte sept département :
  1. Chirurgie et spécialités chirurgicales,
  2. Gynécologie-obstétrique,
  3. Médecine et spécialités médicales,
  4. Pédiatrie,
  5. Santé publique,
  6. Sciences fondamentales et biologiques,
  7. Sciences pharmaceutiques
- Faculté des sciences économiques et de gestion[6] (FASEG) : elle est créée par le décret présidentiel N°88-162/PR du 29 septembre 1988 portant transformation des Écoles de l’université de Lomé en facultés. Elle voit le jour à la suite du décret présidentiel n°70-157 du 14 septembre 1970 portant mutation à l’« École de droit et des sciences économiques » de l’université du Bénin. Elle devient « École des techniques économiques et de gestion (ESTEG) » par décret présidentiel n°72-181-PR du 05 Septembre 1972. Elle fut la première unité de formation supérieure des économistes et gestionnaires, l’École supérieure des techniques économiques et de gestion (ESTEG). La Faculté des sciences économiques et de gestion forme des cadres en économie et en gestion. Elle délivre des diplômes en licence, master et doctorat. Les spécialités en licence sont : mention économie, parcours analyse et politique économiques (APE) ; mention économie, parcours économie de développement (ECO DEV) ; mention économie, parcours économie internationale (ECO INTER) ; mention gestion, parcours comptabilité, contrôle et audit (CCA) ; mention gestion, parcours organisation et gestion des ressources humaines (OGRH); mention gestion, parcours marketing et stratégie (MKST). La faculté compte deux départements :
  1. le département des sciences économiques ;
  2. le département des sciences de gestion.

- Faculté de droit[7] (FDD)
- Faculté des sciences de l'homme et de la société[8]  (FSHS)
- Faculté des lettres, langues et arts[9] (FLLA)

### Écoles
- École Polytechnique de Lomé  (EPL)
- École des assistants médicaux (EAM)
- École supérieure d'agronomie[10] (ESA)
- École supérieure des assistants administratifs[11] (ESAAd)
- École supérieure des techniques biologiques et alimentaires[12] (ESTBA)

### Instituts
- Institut national des sciences de l’éducation[13] (INSE)
- Institut universitaire de technologie de gestion[14] (IUT de gestion)
- Institut des sciences de l’information, de la communication et des arts[15] (ISICA)
- Institut national de la jeunesse et des sports[16] (INJS)

### Centres de formation
- Centre informatique et de calcul[17] (CIC)
- Centre de formation continue[18] (CFC)

### Centres d'excellence
- Centre d’excellence régional sur les sciences aviaires[19] (CERSA)
- Centre WASCAL[20]

### Autres services
- Institut Confucius[21]

## Ressources
L'université de Lomé dispose d'un réseau internet accessible en Wi-Fi depuis la fin du mois de janvier 2013.

## Personnalités liées à l'université

### Présidents
L’université de Lomé a vu se succéder à sa tête un recteur chancelier, un recteur et trois présidents. Il s'agit de :
- Professeur Ampah G. Johnson, recteur chancelier des universités du Togo : 1970 à 1986 puis  janvier 1999 à octobre 2003 ;
- Professeur Komlanvi Francisco Seddoh, recteur de l’université du Benin : janvier 1986 à septembre 1995 ;
- Professeur Nicoué Lodjou Gayibor, président de l’université de Lomé : octobre 2003 à août 2006 ;
- Professeur Kofi Ahadzi-Nonou, président de l’université de Lomé : octobre 2006 à octobre 2014 ;
- Professeur Messanvi Gbeassor, président de l’université de Lomé : octobre 2014 à mai 2016.
- Professeur Dodzi Komla Kokoroko le 11 mai 2016 (prise de fonction le 31 mai 2016)[23].

L'actuel président de l'université de Lomé est le professeur Adama Mawulé Kpodar, il a pris fonction le 05 septembre 2023 en succédant a son prédécesseur Dodzi Komla Kokoroko.

### Enseignants
- Adolé Isabelle Glitho-Akueson, entomologiste togolaise
- Angèle Dola Akofa Aguigah, archéologue et femme politique togolaise

### Étudiants
- Gilbert Houngbo, ancien Premier ministre du Togo
- Octave Nicoué Broohm, ancien ministre de l'Enseignement supérieur et de la Recherche
- Reine Alapini-Gansou, juge à la Cour pénale internationale
- Lidi Bessi Kama, ministre togolaise des Sports et des Loisirs